# Лина (Вармінсько-Мазурське воєводство)
Лина (пол. Łyna, нім. Allendorf) — село в Польщі, у гміні Нідзиця Нідзицького повіту Вармінсько-Мазурського воєводства.
Населення — 245 осіб (2011).

## Демографія
Демографічна структура станом на 31 березня 2011 року:
|          | Загалом | Допрацездатний вік | Працездатний вік | Постпрацездатний вік |
| -------- | ------- | ------------------ | ---------------- | -------------------- |
| Чоловіки | 132     | 32                 | 92               | 8                    |
| Жінки    | 113     | 27                 | 63               | 23                   |
| Разом    | 245     | 59                 | 155              | 31                   |